# Eisenia fetida
Eisenia fetida, conhecida como minhoca-californiana, minhoca-vermelha ou, ainda, minhoca-vermelha-fétida, é uma espécie de minhoca adaptada à decomposição de matéria orgânica. Essas minhocas prosperam em vegetação em decomposição, composto e esterco. Elas são epígenas, isto é, rastejam acima do solo e raramente são encontradas no subterrâneo.
A minhoca é de cor marrom avermelhada, possui pequenos anéis ao redor do corpo e tem uma cauda amarelada. Grupos de cerdas em cada segmento da minhoca se movem para dentro e para fora para agarrar superfícies próximas enquanto ela estica e contrai seus músculos para se empurrar para frente ou para trás.
As minhocas E. fetida são nativas da Europa, mas foram introduzidas (intencionalmente e não intencionalmente) em todos os outros continentes, exceto na Antártida.
E. fetida também possui um sistema de defesa natural único em seu fluido celômico: células chamadas celomócitos secretam uma proteína chamada lisenina, que é uma toxina formadora de poros, capaz de permeabilizar e lisar células invasoras. Tem mais eficácia para atingir células estranhas cujas membranas contêm quantidades significativas de esfingomielina. (A lisenina também é tóxica para organismos sem esfingomielina nas paredes celulares, incluindo Bacillus megaterium, embora o meio não seja ainda compreendido).

## Usos
E. fetida é usada para vermicompostagem de resíduos orgânicos domésticos e industriais. Os sistemas sépticos de vermicompostagem são usados há décadas e permitem o processamento descentralizado de águas negras usando Eisenia fetida. As minhocas californianas também estão sendo testadas para utilização em banheiros secos, estando sendo testadas atualmente na Índia, no Uganda e em Mianmar.

## Odor
Quando manuseado de forma errônea, uma minhoca-vermelha exala um líquido pungente, daí o nome específico fetida que significa "malcheiroso". Presumivelmente, trata-se de uma adaptação anti-predatória.

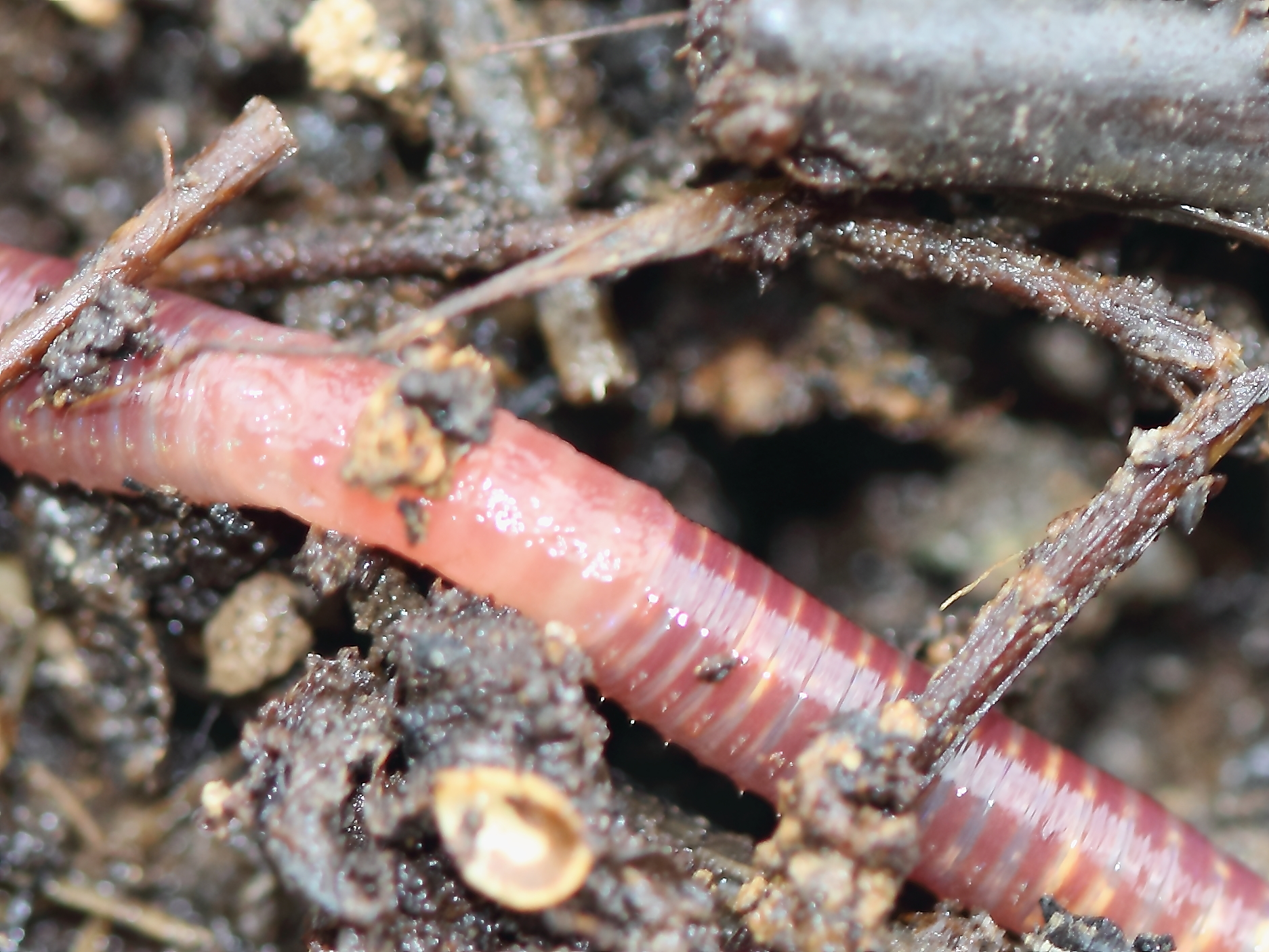
Close-up da E. fetida com cerdas visíveis

## Espécies relacionadas
E. fetida está intimamente relacionada com E. andrei, também referida como E. f. andrei . A única maneira simples de distinguir as duas espécies é que E. fetida às vezes tem uma cor mais clara. As análises moleculares confirmaram sua identidade como espécies distintas, e experimentos de reprodução mostraram que elas produzem híbridos.
As características genéticas mitocondriais da população irlandesa de E. fetida podem ser o resultado do isolamento reprodutivo, o que sugere que esta amostra pode constituir uma espécie ou subespécie não reconhecida de E. fetida.

## Reprodução

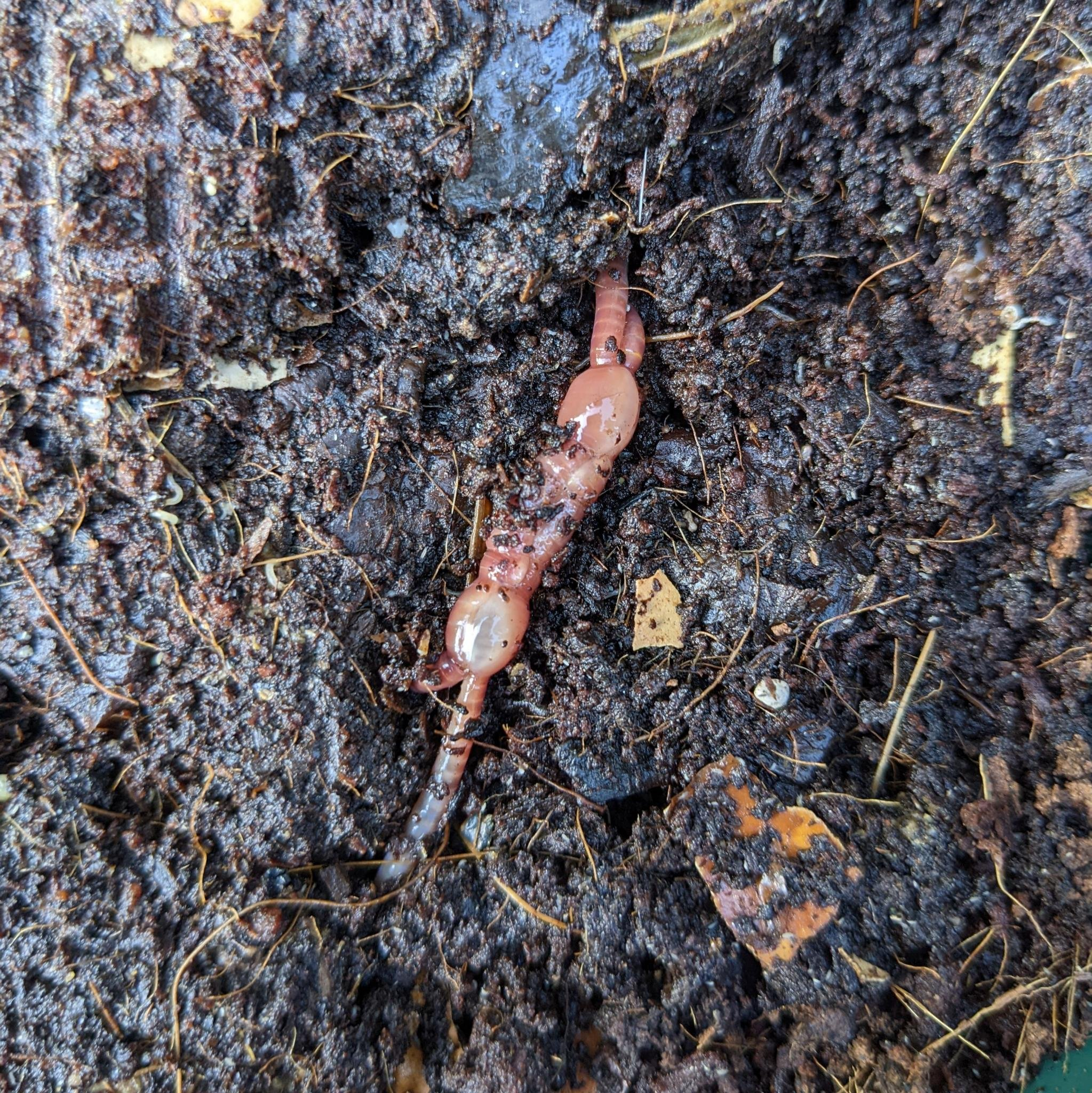
E. fetida copulando em uma caixa de compostagem

Tal como acontece com outras espécies de minhocas, a E. fetida é hermafrodita, e a reprodução uniparental é possível, mesmo que normalmente a reprodução seja entre indivíduos copulando. Os dois vermes se juntam pelos clitelos, as faixas grandes e de cor mais clara que contêm os órgãos reprodutivos das minhocas  e que só ficam proeminentes durante o processo de reprodução. Os dois vermes trocam esperma.
Ambos secretam casulos, que contêm vários ovos cada. Esses casulos têm formato de limão e são amarelo-claros no início, tornando-se mais amarronzados à medida que os vermes dentro deles amadurecem. Esses casulos são claramente visíveis a olho nu. A 25°C, E. fetida eclode do casulo em cerca de 3 semanas.

## Reparo de DNA
A radiação ionizante induz quebras de cadeias de DNA e oxidação de bases de DNA tanto em células espermatogênicas quanto em células somáticas da E. fetida, e também induz o reparo desses danos.

## Tempo de vida
O tempo de vida da E. fetida em condições controladas (em meio artificial), pode variar de um a cinco anos.